# Erik Brødreskift
Erik Brødreskift (23. prosinca 1969. – 4. listopada 1999.) poznatiji kao Grim bio je norveški black metal bubnjar koji je svirao sa sastavima Immortal, Gorgoroth i Borknagar. 
Godine 1993. pridružio se sastavu Immortal. Bio je naveden na albumu Pure Holocaust kao bubnjar iako na njemu nije svirao. Od 1995. do 1998. svirao je s Borknagarom. Također je svirao sa sastavom Gorgoroth.
Umro je 4. listopada 1999. godine od predoziranja drogom.

## Diskografija
Borknagar
- Borknagar (1996.)
- The Olden Domain (1997.)
- The Archaic Course (1998.)

Gorgoroth
- The Last Tormentor (1996.)
- Under the Sign of Hell (1997.)